# Insignia de madera
La insignia de madera (en inglés Wood Badge)  es un programa de formación para el liderazgo en el escultismo y un reconocimiento para scouts adultos en los programas de las asociaciones scouts de todo el mundo. El objetivo de los cursos para conseguir la insignia de madera es formar dirigentes (llamados "jefes" o "responsables", según el país y la variación del método aplicado) en el escultismo mediante la enseñanza de habilidades de liderazgo y a través de la creación de un compromiso personal con el movimiento scout. Los cursos, por lo general, combinan actividades de aula y prácticas al aire libre, seguidas por un proyecto en el que los participantes ponen en práctica los conocimientos recién adquiridos.
La primera formación de la insignia de madera fue organizada por Francis Gidney, con ponencias de Robert Baden-Powell, fundador del escultismo y otros en Gilwell Park (cerca de Londres, Reino Unido) en septiembre de 1919. La formación de insignia de madera se ha extendido desde entonces en todo el mundo con diversas variaciones en cada país.
Al finalizar el curso, los participantes reciben un cordón de cuero y dos o más pequeños tizones o abalorios de madera para reconocer su compromiso. El cordón, en el que se cuelgan los trozos de madera, uno en cada extremo de la tira, se cuelga del cuello como parte del uniforme scout. Los tizones se presentan junto con una pañoleta, de color salmón característico, que tiene cosido un parche de tartán del clan Maclaren, en honor de William De Bois Maclaren, que donó los fondos necesarios para comprar Gilwell Park en 1919. El pañuelo, junto al pasador de cuero trenzado de dos vueltas cabeza de turco y los tizones de madera, denota la pertenencia simbólica al grupo scout Gilwell Nº 1. Los destinatarios de la insignia de madera son conocidos también como «gilwellians».

## Historia
Un poco después de la fundación del escultismo, Robert Baden-Powell vio la necesidad de formar a los nuevos dirigentes del movimiento. Se organizaron los primeros campos de entrenamiento de líderes scouts en Londres en 1910 y en Yorkshire en 1911. Baden-Powell quería que el entrenamiento fuese tan práctico como fuera posible y que se celebrase mayoritariamente al aire libre, mediante acampadas. La Primera Guerra Mundial retrasó el desarrollo de esta formación, por lo que no se ofreció el primer curso formal de la insignia de madera hasta 1919. El Parque Gilwell, a las afueras de Londres, fue adquirido específicamente para proporcionar un lugar estable para el curso y se inauguró el 2 de junio de 1919. Francis Gidney, primer jefe de campamento en Gilwell, llevó a cabo el primer curso de la insignia de madera allí desde el 8 de septiembre al 19 de septiembre de 1919. Fue acompañado por Percy Everett, comisario para la formación, y por el propio Baden-Powell, que dio algunas de las conferencias. El curso contó con 18 participantes y otros conferenciantes. Después de este primer curso, la formación de insignia de madera continuó en Gilwell Park, que se convirtió en la casa de formación de jefes o responsables en el movimiento Scout.

### Las cuentas de Dinizulu
En 1887 Baden-Powell estaba destacado en Ciudad del Cabo como Ayudante de Campo de su tío, el general Smyth, comandante general en África del Sur. Poco después de su llegada a la Colonia del Cabo surgieron problemas con los guerreros zulúes, problemas creados por su jefe Dinizulu. En ocasiones especiales Dinizulu usaba un collar con más de un millar de cuentas de madera, de diversos tamaños, desde muy pequeñas hasta toscamente grandes. El collar era considerado sagrado entre los guerreros y entre ellos había la creencia de que si algún día fuese capturado, toda la resistencia de los nativos se debilitaría. El collar lo tenían dentro de una gruta en lo alto de una montaña y protegido celosamente día y noche. Cuando B.-P. conoció esto pensó capturar a Dinizulu y a su famoso collar. Consiguió cumplir su deseo y trajo a Inglaterra el collar junto con otros recuerdos de los tiempos militares. Tuvieron que pasar más de treinta años para que el fundador pudiese dar algún uso a esas cuentas.

### El cordón de cuero
La historia continúa en Mafeking donde, en el libro El Lobo que Nunca Duerme, B.-P. relata el incidente en el que, después de varios meses de asedio, un día en que él se sentía bastante desanimado llegó un viejo nativo zulú de elevado rango y le dio un cordón de cuero en forma de collar. Siguiendo la tradición, este collar había sido colocado alrededor del cuello del nativo tras su nacimiento para protegerle de los malos espíritus y por tanto para traer buena suerte. Poco después de este incidente Mafeking fue liberada por los refuerzos. El collar fue a juntarse entonces con los recuerdos que B.-P. llevaría más tarde a Inglaterra. En 1919 se realizó en Gilwell Park el primer curso de formación para dirigentes scouts, al final del cual B.-P. se preguntó qué debería dar a los jefes como signo de haber aprobado el curso. Fue a casa a reflexionar sobre ello y, al ojear sus recuerdos de África, halló el famoso collar de Dinizulu. Pocos días después, invitó a todos los que habían asistido al curso a una comida en un restaurante scout en la calle Palacio de Buckingham. En aquella ocasión regaló a cada uno de los jefes dos cuentas de collar y dio instrucciones para que comprasen un cordón de zapato y atasen una cuenta a cada extremo, aclarando después que esa especie de collar servía para colocársela alrededor del cuello (los escritos de B.-P. indican claramente que su intención original era usar el collar de Gilwell alrededor del sombrero, pero cambió de idea y finalmente decidió que se debería ponerse alrededor del cuello). 
Se concedieron algunas centenas de cuentas de tamaño medio a los que pasaron por los cursos Insignia de Madera que se realizaron el primer año. No obstante, en 1920, se hizo evidente que el suplemento de las cuentas originales no podía durar mucho más y entonces comenzaron a manufacturarse en Gilwell réplicas de las cuentas. En los primeros tiempos de la formación, los directores de formación, que llevan cuatro cuentas en su collar, tenían el privilegio de usar una de las cuentas originales de Dinizulu. No obstante, hoy en día esto ya solo sucede en teoría, pues, en la práctica, solo se puede recibir una de las cuentas originales si algún antiguo director de formación devolviera sus cuentas a Gilwell. Un Ayudante de Director de Formación porta tres cuentas en su collar y los dirigentes scouts Insignia de Madera usan dos cuentas. La única excepción a estas reglas es el jefe de Gilwell Park, que tiene un collar de seis cuentas originales que fue ofrecido por B.-P. a Sir Percy Everett como tributo por su ayuda al lanzamiento del Escultismo y por su ayuda en el primer campamento scout en 1907 en la isla de Brownsea. Más tarde Sir Percy ofreció este collar a John Thurman y sugirió que lo usase como símbolo de jefe del Campo Gilwell. Así este collar entró en la historia cuando fue usado por primera vez por John Thurman cuando este visitó el Campo Escuela de Pennant Hills en 1949. Desde entonces el legendario collar ha pasado sucesivamente por todos los jefes de Gilwell. Cuando comenzaron a realizarse cursos Insignia de Madera para Manada en 1921, a los dirigentes scouts de lobatos no se les daba el collar, sino un colmillo de lobo colgado de un collar de cordón. Como esto generó mucha polémica, a partir de 1924 pasaron a recibir dos cuentas en vez del colmillo. Entre 1923 y 1925 aconteció un hecho curioso con el collar de Gilwell. Según los cursos fuesen para lobatos, scouts o rovers, las cuentas eran amarillas, verdes o rojas. Esta práctica también fue de corta duración y desde entonces las cuentas pasaron a tener todas el mismo color.

### La pañoleta
La pañoleta de Gilwell define además algunas características que se pretenden en el dirigente scout Insignia de Madera.
Oficialmente el pañuelo tiene por fuera un color rosa ceniza (el color de la humildad) y por dentro rojo ladrillo (para significar el calor de los buenos sentimientos): «caliente por dentro, humilde por fuera». Ese es el significado del pañuelo. Cerca de la punta hay un pedazo de tela de un tartán venido de Escocia. Como no podía ser de otra forma, es el tartán del clan MacLaren y sirve para recordarnos el gesto generoso de los MacLaren al haber ofrecido al Movimiento el parque Gilwell, gesto ese que hizo posible la aparición de la formación para dirigentes scouts siguiendo el esquema Insignia de Madera. El tejido del pañuelo está registrado, lo que significa que no puede ser usado en ninguna ropa, ni puede sufrir ningún tipo de alteración o añadido.
Es por esto que la Insignia de Madera viene a significar un ejemplo a seguir; en algunos escritos habla de los colores y da otro significado a los tonos, pero lo más importante es que como Insignias de Madera no significa que seremos servidos por los demás. Mientras mayor sea nuestra formación, más debemos estar al servicio de los demás, tal como los colores de nuestra Insignia de Madera.
El color interno, rojo ladrillo, sería Servicio; esto significa no solo al servicio de nuestros hermanos y hermanas scout, sino que a mostrar en nuestras acciones los valores del movimiento en el día a día. Por ello B.-P. nos habla de la buena acción del día; y el color de fuera, rosa ceniza, Humildad: el fundador B.-P. nos habla de vivir sin mayores pretensiones.